# Adolf Strauß
Adolf Strauß (Schermcke, 6 september 1879 - Lübeck, 20 maart 1973) was een Duits officier en Generaloberst (kolonel-generaal) tijdens de Tweede Wereldoorlog.
Het 9e Leger aan het Oostfront wat onder bevel van Strauß stond implementeerde het criminele Kommissarbefehl.

## Militaire carrière
In 1898 trad Strauß in militaire dienst. Na de Eerste Wereldoorlog werd hij opgenomen in de Reichswehr. Bij het begin van de Tweede Wereldoorlog was hij bevelvoerende generaal van de II. Armeekorps en nam hij deel aan de inval van Polen. Daarna werd hij bevelhebber van het 9de leger, dat tijdens operatie Barbarossa bij Heeresgruppe Mitte ingezet werd. Om gezondheidsredenen liet hij zich ontslaan uit actieve dienst in januari 1942 en werd hij na zijn herstel in de Führerreserve geplaatst. In augustus 1944 werd Strauß bevelhebber van de Oder-Warthe-Stelling en in januari 1945 commandant van Festungsbereichs Ost. Van mei 1945 tot mei 1948 zat Strauß in Britse krijgsgevangenschap. Daarna werd hij teruggebracht naar Duitsland. Ondanks pogingen van Sovjet-Unie om Strauß uitgeleverd te krijgen voor berechting wegens oorlogsmisdaden, werd Strauß in 1949 door de Britten om gezondheidsredenen vrijgelaten.

## Militaire loopbaan
- Fähnrich: 15 maart 1898[8][9][2]
- Leutnant: juli 1901 (met Patent van 17 oktober 1899)[8][9][2]
- Oberleutnant: 16 juni 1910[8][9][2]
- Hauptmann: 8 oktober 1914[8][9][2]
- Major: 1 januari 1924[9][10][11]
- Oberstleutnant: 1 mei 1929[8][9][11]
- Oberst: 1 april 1932[8][9][11]
- Generalmajor: 1 december 1934[8][9][11]
- Generalleutnant: 1 april 1937[8][9][11]
- General der Infanterie: 10 november 1938[8][9]
- Generaloberst: 19 juli 1940[8][9][3]

## Decoraties
Selectie
- Ridderkruis van het IJzeren Kruis (persoonlijk door Adolf Hitler[9] uitgereikt.) op 27 oktober 1939 als General der Infanterie en Kom. Gen. II.Armee-Korps, Poolse Veldtocht[12][13][14][11]
- IJzeren Kruis 1914, 1e Klasse (oktober 1915) en 2e Klasse[15] (22 september 1914)
- Herhalingsgesp bij IJzeren Kruis 1939, 1e Klasse en 2e Klasse[13][14]
- Dienstonderscheiding van Leger en Marine voor (25 dienstjaren)[13][14]
- Ridderkruis in de Huisorde van Hohenzollern met Zwaarden[14][15][2]
- Kruis voor Militaire Verdienste (Oostenrijk-Hongarije), 3e klasse met Oorlogsdecoratie[14][15]
- Erekruis voor Frontstrijders in de Wereldoorlog[13] in 1934[14]
- Ehrenblattspange des Heeres[9][14]
- Onderscheiding voor Trouwe Dienst (Pruisen)[9][14]
- Hij werd viermaal genoemd in het Wehrmachtsbericht. Dat gebeurde op:
- 6 augustus 1941[16]
- 7 augustus 1941[17]
- 18 oktober 1941[18]
- 19 oktober 1941[18]